# Szydłowiec (Krynica)
Szydłowiec – przysiółek wsi Krynica w Polsce, położony w województwie mazowieckim, w powiecie siedleckim, w gminie Suchożebry.
W latach 1975–1998 przysiółek administracyjnie należał do województwa siedleckiego.